# شركة صدر للخدمات اللوجستية
شركة صدر للخدمات اللوجستية (صدر) والتي كانت تعرف سابقاً باسم شركة مصنع الصمعاني للصناعات المعدنية (المعروفة باسم: الصمعاني) هي شركة مساهمة عامة سعودية، مدرجة في السوق المالية السعودية "تداول" في قطاع الخدمات التجارية والمهنية، منذ 10 ديسمبر 2020. تعمل الصمعاني في مجال حلول التخزين والمناولة وتجهيز المستودعات واتمتة المستودعات. يقع مقر الصمعاني في الرياض، المملكة العربية السعودية، وقد تم تأسيسها في فبراير 1994. يبلغ رأس مال الشركة حاليا 175 مليون ريال سعودي.

## التاريخ
بدأت الشركة كمؤسسة فردية تحت مسمى «مصنع الصمعاني للصناعات المعدنية» لصاحبها محمد عبد الله الصمعاني، بسجل تجاري رقم (1131012302) وتاريخ 20-08-1414هـ (31-01-1994م)، برأس مال قدره (100,000)مائة ألف ريال سعودي. في 23-03-1437هـ (14-01-2016م)، تم تحويلها من مؤسسة إلى شركة ذات مسؤولية محدودة تحت اسم شركة مصنع الصمعاني للصناعات المعدنية برأس مال قدره (6,500,000) ستة ملايين وخمسمائة ألف ريال سعودي. في 03-02-1438هـ (03-11-2016م)، بناء على قرار الشركاء وبموجب القرارالوزاري رقم (26/ق) تم تحويلها من شركة ذات مسؤولية محدودة إلى شركة سعودية مساهمة مقفلة برأس مال قدره (9,000,000) تسعة ملايين ريال سعودي. في 29-05-1438هـ (26-02-2017م)، أُدرجت أسهم الشركة في السوق الموازية«نمو» وبدأ التداول فيها، برأس مال قدره (11,250,000) إحدى عشر مليون ومائتان وخمسون ألف ريال سعودي، ويمثل عدد الأسهم التي تم الاكتتاب بها من قبل المستثمرين المؤهلين من خلال عملية الطرح (225,000) مائتان وخمسة وعشرون ألف سهم عادي بقيمة اسمية (10) عشر ريالات سعودية للسهم ً الواحد، وتشكل نسبة 20 %من رأس مال الشركة بعد الطرح. في 25-07-1439هـ (11-04-2018م)، وافقت الجمعية العامة غير العادية على زيادة رأس مال الشركة عن طريق منح أسهم مجانية للمساهمين بواقع سهم واحد لكل ثلاثة أسهم مملوكة، ليصبح رأس مال الشركة (15,000,000) خمسة عشر مليون ريال سعودي. في 04-11-1441هـ (25-06-2020م)، وافقتا لجمعية العامة غير العادية للشركة على زيادة رأسمال الشركة عن طريق منح أسهم مجانية للمساهمين ليصبح رأس مال الشركة (25,000,000) خمسة وعشرون مليون ريال سعودي، مقسم إلى (2,500,000) مليونين وخمسمائة ألف سهم عادي بقيمة اسمية قدرها (10) عشرة ريالات سعودية للسهم الواحد مدفوعة القيمة بالكامل. في 14 يناير 2021، أعلنت شركة مصنع الصمعاني للصناعات المعدنية عن تغيير اسم الشركة إلى شركة صدر للخدمات اللوجستية.
في 27-04-1443هـ (02-12-2021م)، وافقت الجمعية العامة غير العادية للمساهمين على زيادة رأس مال الشركة عن طريق طرح أسهم حقوق أولوية للمساهمين (6 حق لكل سهم)، ليصبح رأس المال بعد الزياد (175,000,000) ريال سعودي، وبمبلغ زيادة إجمالي (150,000,000) ريال سعودي، وبنسبة تغير في رأس المال تعادل 600 % ولليرتفع عدد الأسهم من (2,500,000) سهم عادي، إلى (17,500,000) سهم عادي.

## الإدراج
أعلنت السوق المالية السعودية «تداول» بأنه إدراج وبدء تداول أسهم شركة الصمعاني في السوق الرئيسية ابتداءً من يوم الخميس 10 ديسمبر 2020 بالرمز (1832) في قطاع الخدمات التجارية والمهنية على أن تكون نسبة التذبذب اليومي لسعر السهم 10%. وكانت الشركة قد تقدمت بتاريخ 2 نوفمبر 2020 بطلب الانتقال إلى السوق الرئيسية. من خلال النظام الآلي الذي حددته هيئة السوق المالية لهذا الغرض. وفي 3 ديسمبر 2020، وافقت «تداول» على طلب الشركة الانتقال من السوق الموازية إلى السوق الرئيسية. وكان قد تم إدراج شركة «الصمعاني» في السوق الموازية «نمو» بتاريخ 26 فبراير 2017، ويبلغ رأس مالها 25 مليون ريال.

## نشاط الشركة
تصنيع الأرفف المعدنية وملحقاتها وأنظمة التخزين والمناولة وارفف المستودعات وطبالي بلاستيك

## البيانات
| تاريخ التأسيس | تاريخ الادراج | الرمز الدولي | نهاية السنة المالية | مراجعي الحسابات                         |
| ------------- | ------------- | ------------ | ------------------- | --------------------------------------- |
| 08-11-2016    | 26-02-2017    | SA1563RGSK16 | 31/12               | البسام وشركاؤه المحاسبون المتحالفون pkf |

## ملف الأسهم
| رأس المال المصرح به (ريال سعودي) | عدد الأسهم المصدرة | رأس المال المدفوع (ريال سعودي) | القيمة الاسمية للسهم | القيمة المدفوعة للسهم |
| -------------------------------- | ------------------ | ------------------------------ | -------------------- | --------------------- |
| 175,000,000                      | 17,500,000         | 175,000,000                    | 10                   | 10                    |

تغيرات في راس المال
تأسست الشركة في 01-02-1994م برأس مال (100,000) ريال سعودي. في 01-04-2016 حولت إلى شركة ذات مسؤولية محدودة برأس مال 6,5 مليون. وفي 08-11-2016 تم تحويلها إلى شركة مساهمة مقفلة برأس مال 9 ملايين ريال سعودي. في 3 يناير 2021، أعلنت شركة مصنع الصمعاني للصناعات المعدنية عن توصية مجلس الإدارة بزيادة رأس مال الشركة من إلى 175 مليون ريال سعودي عن طريق طرح أسهم حقوق أولوية بقيمة 150 مليون ريال سعودي.
| تاريخ اعلان التوصية | نوع الإصدار   | تاريخ الاستحقاق | رأس المال الجديد | رأس المال السابق | الفرق التراكمي | ملاحظات |
| ------------------- | ------------- | --------------- | ---------------- | ---------------- | -------------- | ------- |
| 2021-01-04          | حقوق الاولوية | 2021-12-01      | 175,000,000      | 25,000,000       | + 163,750,000  |         |
| 2019-11-21          | منحة اسهم     | 2020-06-25      | 25,000,000       | 15,000,000       | + 13,750,000   |         |
| 2017-12-28          | منحة اسهم     | 2018-04-11      | 15,000,000       | 11,250,000       | + 3,750,000    |         |